# بابوشکین (شهر)
شهر بابوشکین (به روسی: Бабушкин) در کشور روسیه و در جمهوری بوریاتیا واقع شده‌است.